# Dolichodelphys
Dolichodelphys é um género botânico pertencente à família Rubiaceae.
Inclui uma só espécie: Dolichodelphys chlorocrater K.Schum. & K.Krause (1908).